# Popillia zerchei
Popillia zerchei är en skalbaggsart som beskrevs av Guido Sabatinelli 1994. Popillia zerchei ingår i släktet Popillia och familjen Rutelidae. Inga underarter finns listade i Catalogue of Life.